# Simurq PIK
Simurq PIK (ázerbájdžánsky: Simurq Peşəkar Idman Klubu) byl ázerbájdžánský fotbalový klub sídlící ve městě Zaqatala. Klub byl založen v roce 2005, zanikl v roce 2015 kvůli finančním problémům.
Své domácí zápasy odehrával na stadionu Zaqatala şəhər stadionu s kapacitou 3 500 diváků.

## Umístění v jednotlivých sezonách
Zdroj: 
Legenda: Z - zápasy, V - výhry, R - remízy, P - porážky, VG - vstřelené góly, OG - obdržené góly, +/- - rozdíl skóre, B - body, červené podbarvení - sestup, zelené podbarvení - postup, fialové podbarvení - reorganizace, změna skupiny či soutěže
| Ázerbájdžán (2005 – 2015) |                   |        |    |    |    |    |    |    |     |    |        |
| Sezóny                    | Liga              | Úroveň | Z  | V  | R  | P  | VG | OG | +/- | B  | Pozice |
| 2005/06                   | Birinci Divizionu | 2      | 30 | 19 | 8  | 3  | 67 | 14 | +53 | 65 | 3.     |
| 2006/07                   | Yüksək Liqa       | 1      | 24 | 6  | 7  | 11 | 27 | 33 | -6  | 25 | 9.     |
| 2007/08                   | Premyer Liqası    | 1      | 26 | 9  | 9  | 8  | 31 | 25 | +6  | 36 | 7.     |
| 2008/09                   | Premyer Liqası    | 1      | 26 | 16 | 5  | 5  | 39 | 20 | +19 | 53 | 3.     |
| 2009/10                   | Premyer Liqası    | 1      | 20 | 8  | 7  | 5  | 21 | 21 | 0   | 31 | 8.     |
| 2010/11                   | Premyer Liqası    | 1      | 32 | 4  | 7  | 21 | 20 | 52 | -32 | 19 | 11.    |
| 2011/12                   | Premyer Liqası    | 1      | 32 | 8  | 10 | 14 | 27 | 41 | -14 | 34 | 9.     |
| 2012/13                   | Premyer Liqası    | 1      | 32 | 12 | 12 | 8  | 32 | 26 | +6  | 48 | 4.     |
| 2013/14                   | Premyer Liqası    | 1      | 36 | 11 | 13 | 12 | 35 | 28 | +7  | 46 | 7.     |
| 2014/15                   | Premyer Liqası    | 1      | 32 | 11 | 6  | 15 | 41 | 39 | +2  | 39 | 5.     |

## Účast v evropských pohárech
| Ročník  | Soutěž             | Kolo        | Klub                    | Doma | Venku | Celkem |
| ------- | ------------------ | ----------- | ----------------------- | ---- | ----- | ------ |
| 2009/10 | Evropská liga UEFA | 1. předkolo | Bnej Jehuda Tel Aviv FC | 0:1  | 0:3   | 0:4    |